# Левски (област Варна)
Вижте пояснителната страница за други значения на Левски.
Левски е село в Североизточна България. То се намира в община Суворово, област Варна и е населено от етнографската група ваяци.

## География
Село Левски се намира в източната част на Дунавската равнина. Отстои на 25 км западно от град Варна и на 8 км от Суворово. Надморската височина е 350 м. Климатът е умерено-континентален, силно повлиян от близостта на Черно море.

## История
В района около Левски е имало римско селище. Трактористите откривали в нивите стари зидове.

### Преди освобождението
Селото е основано през 1823 година от преселници от селата Голица и Еркеч.
Старото му име е Чатма. То идва от името на извор около, който е основано.

Хората в селото носели характерните носии от Еркеч и Голица. В началото на XX век жителите още били запазили и характерния ваяшки говор. В селото са идвали и записвачи на песни, тъй като били запазени еркечанските народни песни.

През 50-те години на XIX век в селото било открито първото училище. Преди Кримската война учител бил даскал Нойчо. От 1867 до 1870 учител в селото бил Д.Куртев, а от 1871 до 1875 – Т.Велчев от Котел. Според опис от 1871 в селото били изпратени 54 букварчета, числителници и др.
Според предания Левски е минавал през селото. Стари хора разказвали, че е идвал при човек на име Липчо. Той оседлал два коня и тръгнал заедно с Левски към Силистра. Няма намерени документи, които да споменават дали в селото е имало комитет.

### След освобождението
Името на селото е променено на Левски през 1934 при правителството на Кимон Георгиев.

През 1944 в селото идвали руски войници.

В миналото село Левски се е славело с големите си стада овце. Преди имало и много биволи – над 80, но постепенно изчезнали.
Войници от селото, загинали в Балканската война:
- Димо Костадинов Демирев – 8 пехотен приморски полк
- Добри Славев Марков – 44 пехотен тунджански полк
- Киро Неделчев Киров – 8 пехотен приморски полк
- Пею Костадинов – 44 пехотен тунджански полк
- Стойко Михайлов Стойков – 44 пехотен тунджански полк
- Стойчо Нанев Димитров – 8 пехотен приморски полк
- Цвятко Николов Маринов – 8 пехотен приморски полк
- Янчо Янев – 44 пехотен тунджански полк

През 1933 селото получава одобрение за финасиране от държавния фонд Кооперативни строежи на народни училища.

## Население
Численост на населението според преброяванията през годините:
| \| Година на преброяване \| Численост \| \| --------------------- \| --------- \| \| 1934 \| 1092 \| \| 1946 \| 1021 \| \| 1956 \| 901 \| \| 1965 \| 832 \| \| 1975 \| 496 \| \| 1985 \| 315 \| \| 1992 \| 285 \| \| 2001 \| 222 \| \| 2011 \| 177 \| \| 2021 \| 261 \| |           |
| Година на преброяване | Численост |
| 1934 | 1092      |
| 1946 | 1021      |
| 1956 | 901       |
| 1965 | 832       |
| 1975 | 496       |
| 1985 | 315       |
| 1992 | 285       |
| 2001 | 222       |
| 2011 | 177       |
| 2021 | 261       |

### Етнически състав

#### Преброяване на населението през 2011 г.
Численост и дял на етническите групи според преброяването на населението през 2011 г.:
|                     | Численост | Дял (в %) |
| Общо                | 177       | 100       |
| Българи             | 156       | 88,13     |
| Турци               | 8         | 4,51      |
| Цигани              | –         | –         |
| Други               | –         | –         |
| Не се самоопределят | 11        | 6,21      |
| Неотговорили        | 2         | 1,12      |

## Природа
Флора

Виреят типичните растения за Североизточна България и Черноморското крайбрежие. Срещат се жълт кантарион, синя метличина, черноморски пелин, глухарче, обикновена ралица, синя жлъчка, овчарска торбичка, бял равнец, кукувича прежда, бял оман, лайка, полски мак, бъз, коприва, папур и др.
Фауна

Има голямо разнообразие от птици. Срещат се мишелов, папуняк, синигер, чучулига, славей, авлига, селска лястовица, щъркел, яребица, пъдпъдък, пчелояд, скорец, гугутка, кълвач и др.

От бозайниците се срещат лисица, див заек, дива свиня, пор, невестулка, източноевропейски таралеж, къртица, сляпо куче и др.

Разпространени вредители са насекомите колорадски бръмбар, житен бегач, попово прасе.

## Религии
В селото има православен храм „Св. Архангел Михаил“, построен през 2004 година. Старият е бил изоставен, защото му е паднал покривът. И днес могат да се видят неговите руини.

## Културни и природни забележителности
В центъра на селото се намират паметникът на Васил Левски построен през 1995 и читалище „Наука“, основано през 1927 година. Има четири парка изградени през 1967.
Съборът на селото е на 18 юли – рождената дата на Васил Левски.

## Личности
- Никола Радев (р. 1940) починал 2016 година, писател
- Яни Пеев, писател
- Бърна Иванова (родена 1927 – 2006), учителка, дългогодишен директор на редица училища във Варна, общественик в сферата на образованието, педагог